# Esegesi biblica

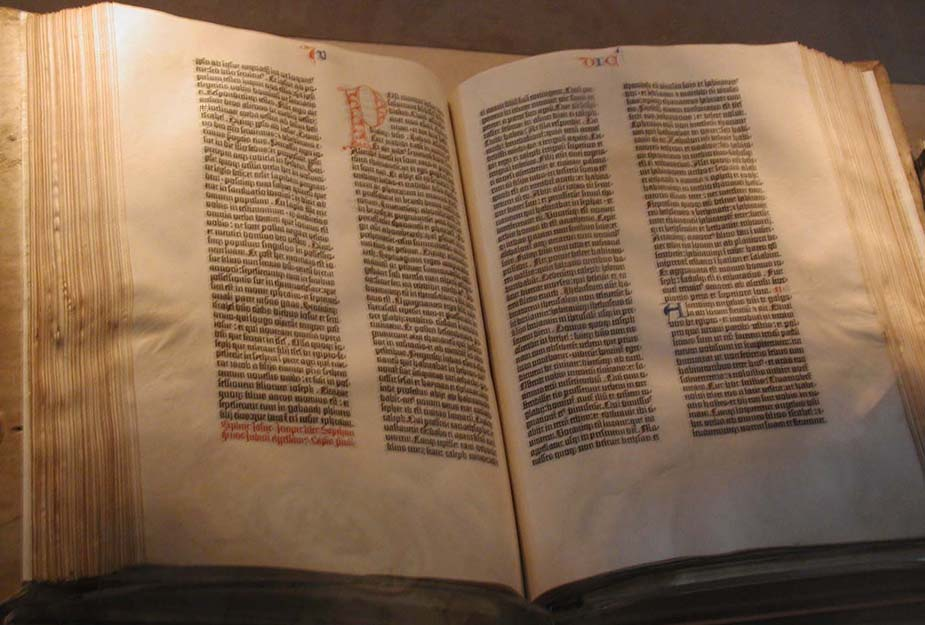
La Bibbia di Gutenberg, la prima Bibbia stampata

L'esegesi biblica è lo studio e l'indagine dei testi biblici. Si chiede quando e dove un particolare testo abbia avuto origine; come, perché, da chi, per chi e in quali circostanze sia stato prodotto; quali fonti siano state usate nella sua composizione e il messaggio che doveva convogliare. Si interessa anche del testo stesso, studiando il significato delle parole e il modo in cui sono state usate, la sua conservazione, la sua storia e la sua integrità. L'esegesi biblica si appoggia ad un vasto campo di discipline, tra cui archeologia, antropologia, folklore, linguistica, studi delle tradizioni orali, studi storici e religiosi.

## Esegesi ed ermeneutica
Gli studi biblici generalmente sono distinti in due rami:
- l'esegesi biblica: studio delle fonti;
- l'ermeneutica biblica: interpretazione dei testi.

Il modo in cui la Bibbia veniva letta e studiata nel Medioevo è chiarito dal celebre distico di Agostino di Dacia: “Littera gesta docet, quid credas allegoria,/ Moralis quid agas, quo tendas anagogia”. Il senso letterale spiega le informazioni storiche, linguistiche e geografiche e ne scioglie i punti oscuri; l’allegoria approfondisce quello in cui si crede, leggendo l’Antico Testamento alla luce del Nuovo; il senso morale (o tropologico) indica come ci si debba comportare; quello anagogico è relativo alle realtà eterne, nascoste alla vista degli uomini. La dottrina del quadruplice senso scritturale servì come norma per la predicazione e fu soprattutto la base per la costituzione della scienza sacra medievale: gli esegeti che si accostavano al commento del testo sacro ricorrevano ai quattro sensi, poiché tutta la dottrina poteva essere raccolta e sistematicamente spiegata mediante essi, ritenuti un dono di Dio. Tutto ciò può essere più semplicemente ridotto ai due sensi fondamentali: quello letterale, che è il punto di partenza necessario per l’intelaiatura degli altri sensi scritturali, e quello allegorico. Quest’ultimo nasce già alla fine del I e all’inizio del II secolo d.C. nel fervente clima culturale della città di Alessandria d'Egitto grazie a Filone e a Origene: a lui si deve l’aver inteso l’Antico testamento come prefigurazione del Nuovo. Grazie al senso tipologico i cristiani sono in grado di rintracciare finalità messianiche negli scritti dell’Antico Testamento.
L'esegesi medievale è fortemente ispirata da questa esegesi patristica: Bernardo di Chiaravalle e Tommaso d'Aquino si basano abbondantemente sui commenti biblici dei Padri della Chiesa.

### Dalla Riforma protestante al secolo dei lumi
Verso il XVI secolo, alcuni umanisti e poi i riformatori sviluppano l'idea dell'esegesi biblica nel senso di una ricerca delle fonti bibliche, in particolare rivolta ai testi ebraici e greci.
Con il XVII secolo e la nascita del metodo scientifico, la lettura della Bibbia cambia considerevolmente. Si ricentra sul senso letterale, considerato il vero senso delle Scritture. Galileo Galilei, nella sua celebre lettera a Cristina di Lorena, è fra coloro che contestano che basti prendere il testo della Bibbia unicamente nel suo senso letterale, in ciò che concerne il movimento della Terra. Baruch Spinoza, ebreo olandese, filosofo, medico, in parte ispirato da Cartesio, pubblica nel 1670 il suo Trattato teologico-politico che introduce un'idea importante: La regola universale da osservare nell'interpretazione della Scrittura è di non attribuirle altri insegnamenti che quelli che l'inchiesta storica non ci avrà chiarissimamente dimostrato di averci dato.
Seguendo Spinoza, altri studiosi come l'oratoriano Richard Simon (1638-1712) e Jean Astruc sollevano problemi sul porre la Bibbia soprattutto come materia di scienza e di storia. Nella 'Storia critica dell'Antico Testamento, Richard Simon introduce il metodo storico-critico per lo studio del Pentateuco. L'opera è tuttavia condannata da Bossuet nel 1678 e quindi messa all'Indice. Il 15 aprile 1993, la Pontificia commissione biblica ha riconosciuto che Richard Simon è stato il padre dell'esegesi moderna.

### Il XIX secolo e il modernismo
Alla fine del XIX secolo, personalità come Ernest Renan ed esegeti, di cui fu caposcuola Alfred Loisy, rimisero in discussione l'esegesi tradizionale cattolica, che in quest'epoca pensa ancora a ricavare dalla Bibbia insegnamenti scientifici, come per esempio sull'origine del mondo. Questi innovatori sono definiti «modernisti» dalla Chiesa cattolica. Papa Leone XIII promulgò una prima enciclica sullo studio della Sacra Scrittura, la Providentissimus Deus, nel 1893. Il papa precisa che l'insegnamento della Bibbia concerne essenzialmente le verità e i mezzi necessari alla salvezza, il che segna un primo passo nella rinuncia a utilizzare la Bibbia come un libro che espone verità scientifiche.
Tuttavia, secondo l'opinione esposta da François Laplanche, ne La Crise de l'origine, i cattolici hanno fatto fatica «ad abbandonare l'apologetica per dedicarsi alle scienze religiose». All'inizio del XX secolo, sui piani della storia e dell'esegesi biblica il decreto Lamentabili sane exitu e l'enciclica Pascendi Dominici gregis di papa Pio X combattono la rivendicazione d'indipendenza delle scienze religiose dal magistero ecclesiastico.

### Il XX secolo: l'incoraggiamento dell'esegesi critica
Fra i centri cattolici di esegesi biblica, il più celebre è l'École biblique et archéologique française di Gerusalemme fondato nel 1890 dal domenicano Marie-Joseph Lagrange con lo scopo principale «che non si poteva lasciare l'esegesi in mano ai protestanti». La Scuola biblica di Gerusalemme ebbe uno statuto di centro di ricerca ed è in parte finanziata dallo Stato. La condanna di Loisy ebbe come conseguenza, in Francia, di permettere l'ingresso dell'esegesi biblica nelle università laiche. Così l'École pratique des hautes études incominciò a condurre anch'essa ricerche di esegesi biblica e sulla storia della Septuaginta e della Bibbia ebraica.
L'enciclica Providentissimus Deus di papa Leone XIII aveva aperto la porta alla ricerca secondo il metodo storico-critico, ma quest'intervento di papa Leone XIII cercava anche di proteggere l'interpretazione cattolica delle Scritture dagli attacchi del razionalismo, senza rifuggire soltanto in un senso spirituale alieno dalla storia. Papa Pio XII, al contrario, si trovò a fronteggiare gli attacchi dei fautori di un'esegesi sedicente mistica, che rifiutava ogni approccio scientifico. Nel 1943, l'enciclica Divino Afflante Spiritu di Pio XII segnò una svolta: il papa incoraggiava esplicitamente i metodi scientifici.
La fondazione dell'Association catholique d'études bibliques au Canada nel 1943 in Canada e dell'Association catholique française pour l'étude de la Bible nel 1967 in Francia agevolò il lavoro esegetico dei ricercatori cattolici. Ripresero così gli studi interrotti durante il periodo che va l'introduzione del Giuramento antimodernista (1910) fino al Concilio Vaticano II, in cui poterono mantenere soltanto la competenza nelle lingue antiche, in cui eccellevano i bollandisti.
Durante il Concilio Vaticano II, la Pontificia commissione biblica fece preparare un'istruzione De historica evangeliorum veritate ("Sulla verità storica dei Vangeli", 21 aprile 1964), che fu salutata come una guida per il lavoro degli esegeti cattolici. La Chiesa cattolica con la costituzione Dei Verbum del 1965 sostenne definitivamente l'utilizzo del metodo storico-critico.

#### Esegesi teologica
Papa Benedetto XVI ha presentato nel 2010 la sua esortazione apostolica post-sinodale Verbum Domini, che ricorda l'importanza del senso spirituale secondo l'interpretazione teologica, oltre al senso letterale stabilito sulla base del metodo storico-critico. In effetti, come afferma il teologo Luigi Maria Epicoco, per i cattolici la Bibbia è innanzitutto un testo che permette di incontrare Dio. Permette di comprendere come Dio agisca nella storia dell'umanità e come dia senso alla vita di ciascun uomo.
Nella sua opera Gesù di Nazaret, Joseph Ratzinger stima che i progressi raggiunti mediante l'approccio storico-critico abbiano scavato un fossato sempre più profondo tra il «Gesù storico» e il «Cristo della fede»; propone di superare quest'approccio e di applicare nuovi criteri metodologici che consentano un'interpretazione teologica della Bibbia, benché affermi di non rifiutare l'esegesi moderna. L'opera che suscita le riserve «di numerosi biblisti esperti per via «delle semplificazioni apologetiche della storia» così come una risposta dello storico Gerd Lüdemann che arguisce che nel XXI secolo si possa leggere la Bibbia al di fuori di queste interpretazioni dottrinali.